# Phyllanthus boguenensis
Phyllanthus boguenensis är en emblikaväxtart som beskrevs av Maurice Schmid. Phyllanthus boguenensis ingår i släktet Phyllanthus och familjen emblikaväxter. Inga underarter finns listade i Catalogue of Life.